# Hermann Tangermann
Hermann Tangermann war ein deutscher Fußballspieler.

## Karriere
Tangermann war Torhüter des Altonaer Fußball-Club von 1893, der in der Endrunde um die Deutsche Meisterschaft am 2. Mai 1909 das Tor beim 4:2-Viertelfinalsieg über den Rixdorfer TuFC Tasmania 1900 in Braunschweig und am 16. Mai 1909 bei der 0:7-Niederlage beim Berliner TuFC Viktoria 89 hütete.
Sein Bruder Ernst spielte ebenfalls für Altona 93.